# Catedral basílica de Santiago (Brooklyn)
La catedral-basílica de Santiago es la iglesia catedral de la Diócesis de Brooklyn. Está ubicada en la esquina de Jay Street y Cathedral Place en Downtown Brooklyn, Nueva York. Fue construida en 1903 y fue diseñada por George H. Streeton en estilo neogeorgiano.
La primera iglesia construida en este sitio en 1822 se convirtió en la catedral de Brooklyn en 1853, pero luego se convirtió en pro-catedral en 1896, cuando el obispo de Brooklyn planeó construir una nueva catedral de la Inmaculada Concepción en Fort Greene, en Green Street con Clermont Avenue. Se puso la primera piedra de la nueva catedral, y las paredes se construyeron de 10 a 20 pies de altura antes de que su construcción fuera detenida debido a insuficiencia de fondos; del complejo planeado, solo se terminaron una capilla que ya no existe y la residencia del obispo –que es hoy LaSalle Hall of Bishop Loughlin High School–. Aunque la actual iglesia que se encuentra en este sitio fue construida en 1903, no se convirtió en catedral de nuevo sino hasta 1972.
Aunque es la catedral oficial de la diócesis, muchas ceremonias importantes se celebran en iglesias más grandes a causa del tamaño pequeño de Santiago. Por esto, se nombró co-catedral a la iglesia de San José en Prospect Heights para la diócesis en 2013.
El Rector de la Catedral Basílica de Santiago es el Rev. Mons. John Strynkowski, STD.